# L'Élan (bande dessinée)
Pour les articles homonymes, voir Élan (homonymie).
L’Élan est une série de bande dessinée belge humoristique publiée sous forme de strips, écrite et dessinée par Frank.

## Synopsis
L’élan présente les séries du Journal de Spirou sous forme de strips.

## Personnages
- L’élan, souvent déprimé
- Spirou, il accompagne l'élan et tente de lui remonter le moral

## Publication

### Périodiques
La série a été publiée régulièrement dans le journal Spirou entre 1981 et 1987. Il a fait un retour momentané en 2007.

### Albums
- L’élan n’aura jamais d’album (1984)
- L’élan prend du poil de la bête (1992)

### Éditeurs
- Dupuis : tome 1
- BD Club : tome 2